# Renault 20
Pour les articles homonymes, voir R20.
La Renault 20 est une berline conçue par le constructeur automobile français Renault, produite de novembre 1975 à début 1984.

## Historique
Son design est dû au styliste Gaston Juchet, chef du service Style Automobile de Renault.
Sa carrosserie est presque identique à celle de la Renault 30, hormis deux optiques rectangulaires au lieu de quatre ronds sur la 30. Jusqu'à l’arrivée, en 1977, de la version TS avec son moteur Douvrin de 1 995 cm3, les versions L, TL et GTL ont des passages de roues d’ailes avant plus petits que ceux de la R30, des roues en 13 pouces, une largeur hors tout réduite de 6 mm à 1,726 m, un empattement inférieur de 12 mm à 2,659 m, et un parechoc arrière moins enveloppant.
La 20 se distingue par ses motorisations moins puissantes et par sa présentation plus simple : encadrements peints des vitres de portes, pas de bourrelets en caoutchouc sur les pare-chocs ni de baguettes latérales de protection .
Dotée de quatre roues indépendantes avec ressorts hélicoïdaux, amortisseurs télescopiques et triangles superposés, elle est confortable et tient bien la route mais sa suspension très souple provoque un fort cabrage à l'accélération et surtout une importante plongée au freinage. Il n'est pas réellement moindre sur les modèles d'après 1981, équipés d'un train avant à déport négatif, mais ce nouveau train apporte moins de réaction parasite.
Tous les moteurs des Renault 20 sont des quatre cylindres en ligne en aluminium, avec circuit de refroidissement scellé et ventilateur automatique, placés longitudinalement devant l'essieu avant.
La Renault 20 commence sa carrière en versions L, TL et GTL avec le « moteur Cléon-Alu » de la Renault 16 TX, un 1 647 cm3 de 96 ch DIN à arbre à cames latéral entraîné par chaîne. La presse loue l'habitabilité et le confort de la voiture mais critique assez sévèrement les performances, surtout en reprises. La 20 GTL, qui est dotée d'une direction assistée, de la condamnation centralisée des portes et de lève-vitres avant électriques, est la plus vendue. La Renault 20 L, qui ne dispose pas de roues de style ni d'autocollant noir mat sous la lunette arrière, est supprimée dès 1977.
Pour 1977, les poignées de porte inversées peu pratiques sont remplacées par un système à palette et l'orifice de remplissage de carburant dissimulé par une trappe.
En juillet 1977, la Renault 20 reçoit le moteur Douvrin » (type 829 puis J6R) de 1 995 cm3 à arbre à cames en tête de 110 chevaux DIN (puissance ramenée à 109 ch en 1979 et 104 ch à partir du restylage de 1980) sur la version TS 2 litres. Par rapport à la 20 GTL à laquelle elle succède, la TS ajoute un pare-brise feuilleté, des sièges à dossier haut sans appuie-têtes, des roues de diamètre 14 pouces à quatre fixations identiques à la Renault 30, un sigle « 2 litres » sur la calandre (pour 1979), des baguettes latérales de protection et des bourrelets de protection de pare-chocs en caoutchouc. À l'instar des autres Renault 20, le tableau de bord est légèrement modifié. À partir de novembre 1978, une boîte à cinq vitesses est disponible en option. En 1981 apparaît une 20 LS 2 litres à l'équipement de niveau TL, qui se vend peu. La diffusion des Renault 20 à moteur 2 litres reste limitée à l'étranger où le hayon n'est pas apprécié dans ce segment de marché.
En décembre 1979, la 20 est la première Renault de tourisme équipée d'un « moteur Douvrin » Diesel (type 852 puis J8S) de 2 068 cm3. Dérivé du bloc essence de la TS 2 litres, il est aussi réalisé en aluminium. Le nouveau train avant à déport négatif, qui impose d'autres roues, est caractérisé par des axes de pivot de roue qui se projettent à l'extérieur de la voie. La direction peut être assistée (en série sur la version GTD). La 20 Diesel existe d'abord en version atmosphérique (63,5 ch DIN) puis en version turbo (85 ch DIN) pour 1983.
Pour 1980, la boîte automatique Renault à trois rapports de type MJ3 qui remplace la boite 4141 également produite à la STA de Ruitz et les jantes acier pour pneumatiques Michelin TRX sont disponibles en option.
Pour 1981, Elle fait l'objet de modifications techniques, pour les modèles LS et TS, le train AV devient à déport négatif, les jantes sont 13 pouces (antérieurement 14 pouces), les glaces teintées sont bronze au lieu d'une couleur verte. La présentation de l’habitacle est aussi modifiée, la planche de bord rectiligne à quatre cadrans est remplacée par un nouvel ensemble plus enveloppant comportant un évidement devant le passager. Pour la TS uniquement, l'essuie-glace gauche est à pantographe côté conducteur et les glaces AV sont à commande électriques.
Les codes véhicules sont modifiés : R1277 pour les R20 "2 litres" modèles LS ou TS.
Une version TX 2.2 litres est lancée avec une évolution à 2 165 cm3 (115 ch DIN, type 851) du moteur de la TS. Elle conserve les encadrements de vitres chromés et le train avant classique de la Renault 30.

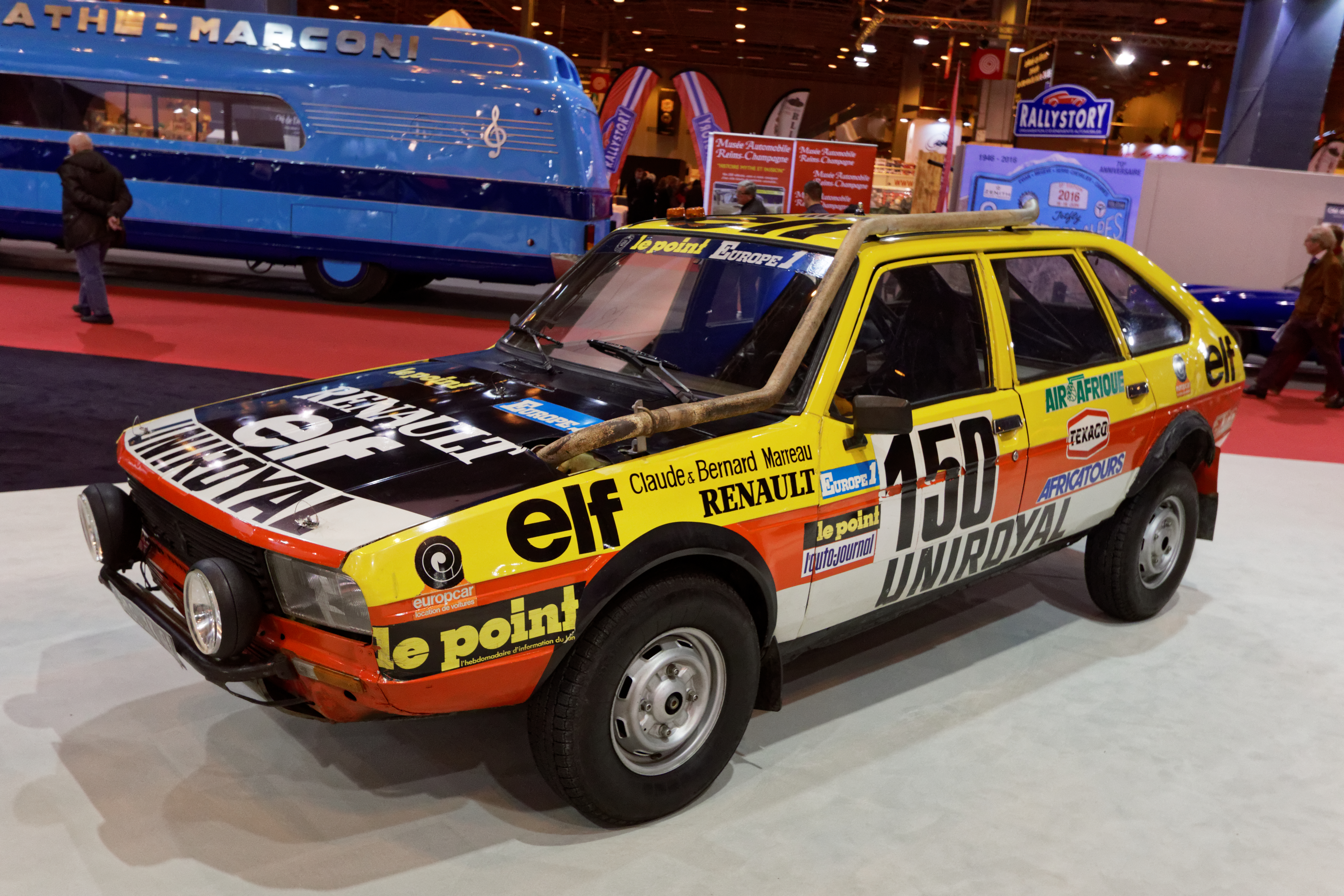
Renault 20 Turbo 4X4 Paris-Dakar 1982

Début 1982, les frères Marreau remportent le Paris-Dakar au volant d'une Renault 20 turbo 4 × 4 (quatre roues motrices) équipée du moteur de la Renault 18 Turbo et de suspensions très modifiées (suspension AR de Trafic, type pont moteur).
Fin 1983, la Renault 20, qui a reçu un becquet, est remplacée par la 25.
La plus répandue est la version TS 2 litres, la plus vendue à l'époque. Selon l'Utac, seuls 286 véhicules de cette série sont passés au contrôle technique en 2017 .

### Dacia 2000la R20 roumaine
L'histoire de Renault en Roumanie remonte à la fin des années 1960. En 1965, les autorités roumaines décident de créer une industrie automobile nationale. L'hypothèse de fonder de toutes pièces une entreprise ayant été jugée irréaliste, le gouvernement roumain retient la solution d'une production sous licence étrangère comme l'avait fait la Pologne avec FIAT avant le seconde guerre mondiale. Un appel d'offres international est lancé et la Régie Nationale des Usines Renault l'emporte avec le projet d'assembler localement, dans une usine à construire près de Bucarest, la future berline au losange : la Renault 12. Après la signature du contrat, les travaux de construction de l'usine UAP « Uzina de Autoturisme Pitești » débutent dans la ville de Pitești, située à une centaine de kilomètres de la capitale Bucarest. Les véhicules arboreront la marque « Dacia », en référence au nom antique de la Roumanie : la Dacie. Le contrat de fourniture des équipements nécessaires à l'assemblage des véhicules est signé le 1er juin 1967 et, en compensation, Dacia va fabriquer les boîtes de vitesses et les trains avant et arrière de la Renault Estafette en première monte et pièces détachées en après-vente. Renault a acheté de quoi équiper 23 000 Estafettes fabriquées en France. Dacia va aussi en assembler 642 exemplaires entre 1975 et 1978. En attendant que la R12 soit finalisée, Dacia va assembler 37 646 Dacia 1000 en CKD la Renault 8 baptisée Dacia 1100 du 3 août 1968 jusqu'en 1972.
En 1969, au Salon de Paris, la Régie Renault présente sa nouvelle R12. Sa jumelle, la Dacia 1300, dévoilée à la Foire de Bucarest, est en tous points identique à la berline française, aux logos et enjoliveurs près. Dacia débute l'assemblage le 20 août 1969, plusieurs mois avant celui de la R12 à Flins. Dès 1972, les premières dissensions naissent à cause des exportations de Dacia vers certains marchés avec des chiffres de vente bien supérieurs à ceux de Renault.
Dès le 23 octobre 1975, les autorités roumaines engagent une négociation pour le renouvellement du contrat et son éventuelle extension en demandant à Renault de s'engager sur un véhicule populaire à commercialiser en 1980. Le projet n'aboutit pas et le contrat initial doit se terminer, comme prévu, en fin d'année 1977.
Malgré tout, en 1976, Renault relance son partenaire et lui propose la fabrication partielle de la nouvelle R5 mais les roumains sont plus intéressés par la R18 ou la R20 que par la R5 car un autre constructeur français, Citroën, a conclu un accord de transfert de technologie avec Oltcit, pour un modèle populaire construit sur la plateforme de la FIAT 128,.
Des négociations reprennent en décembre 1977, quelques jours avant l'expiration du contrat, et débouchent sur un accord signé le 12 juin 1978, pour l'assemblage en CKD de 90 000 R18 par an. Ce contrat ne sera jamais mis en œuvre.
Le 23 février 1980, le gouvernement roumain commande 1 500 R20 à assembler en SKD, destinées à la "nomenklatura roumaine" mais les différents avec Renault font que seulement 256 exemplaires seront effectivement assemblés. Ce sera le dernier contrat signé par Renault avec Dacia avant son rachat (51,005% du capital), le 29 septembre 1999.
Sur les 256 exemplaires, 5 ou 6 exemplaires ont été équipés du moteur de 2,2 litres et 250 du moteur 1,6 litres.

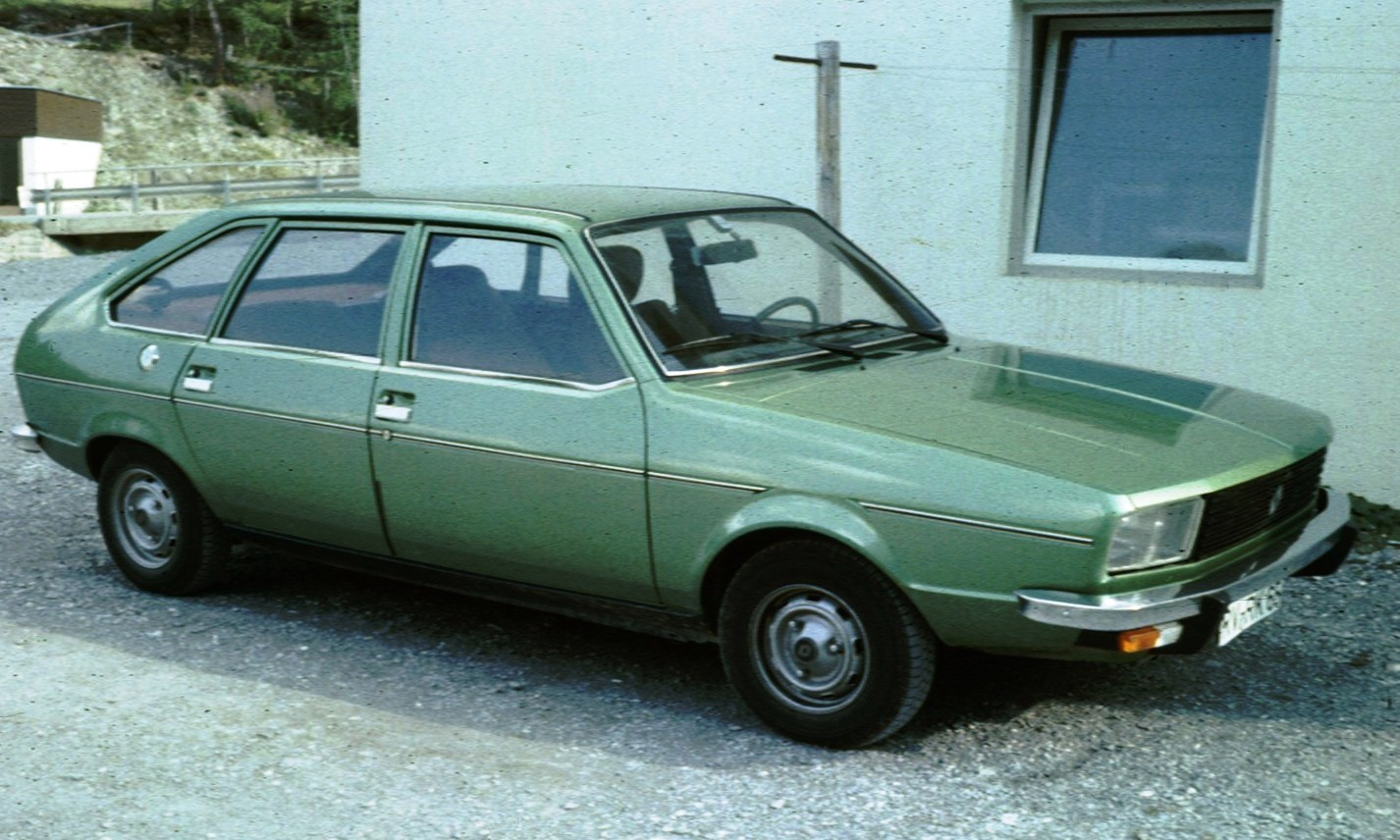
Renault 20 L (1976)
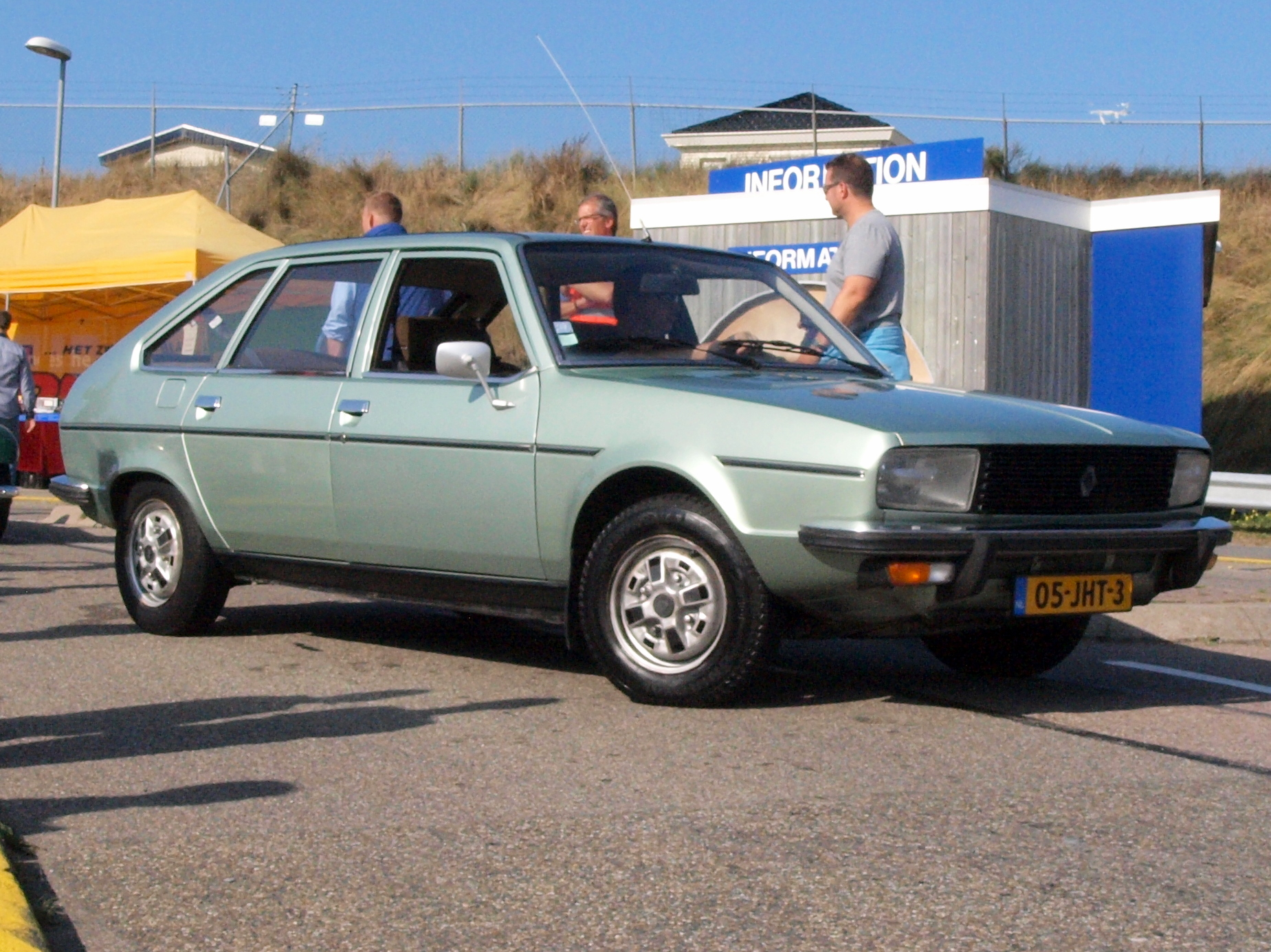
Renault 20 TS
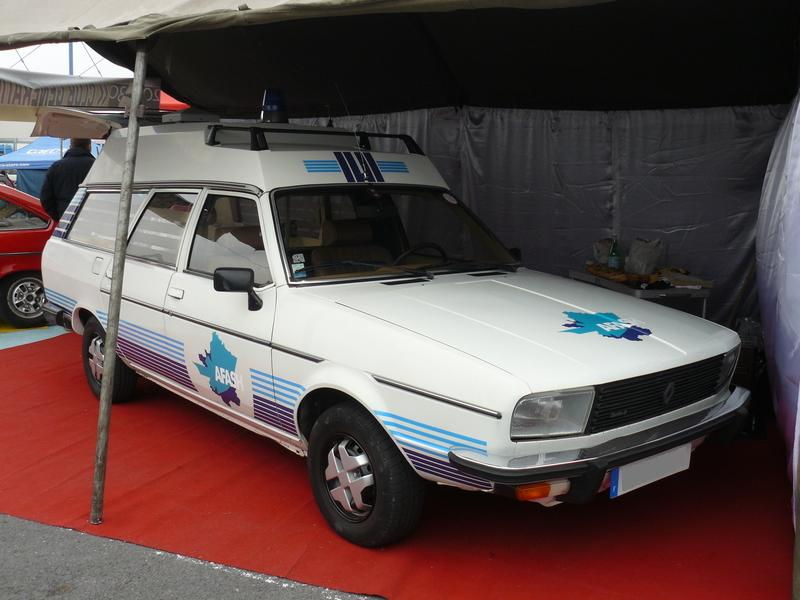
Renault 20 Turbo D ambulance Baboulin (1983)
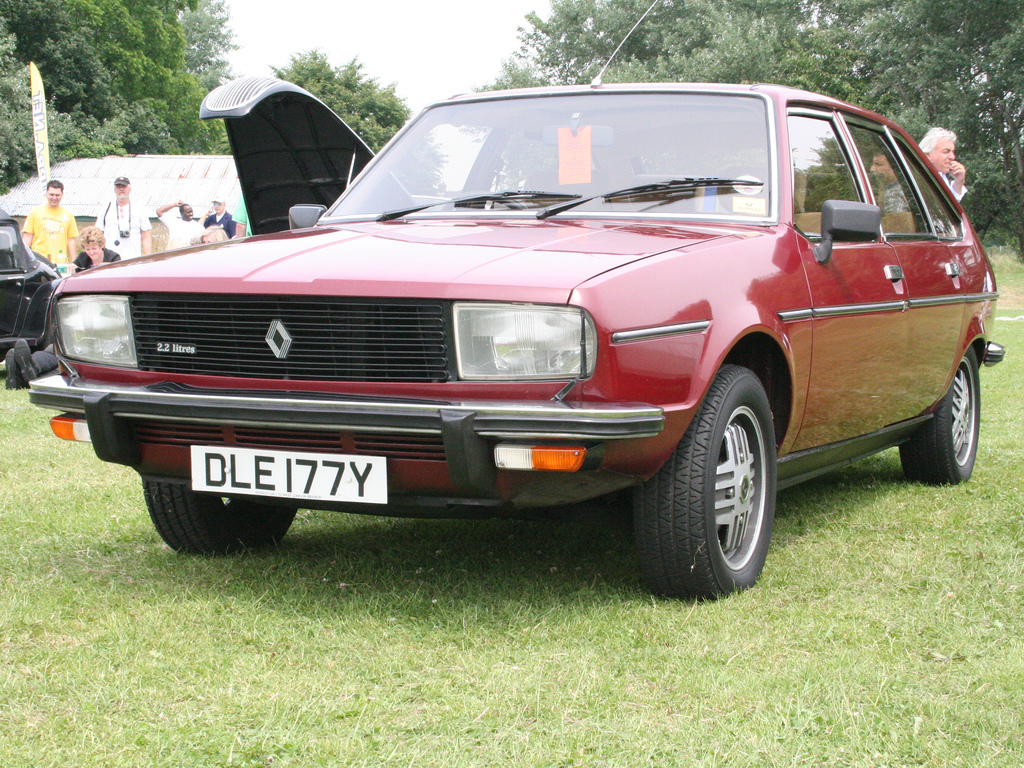
Renault 20 TX automatique (1983)
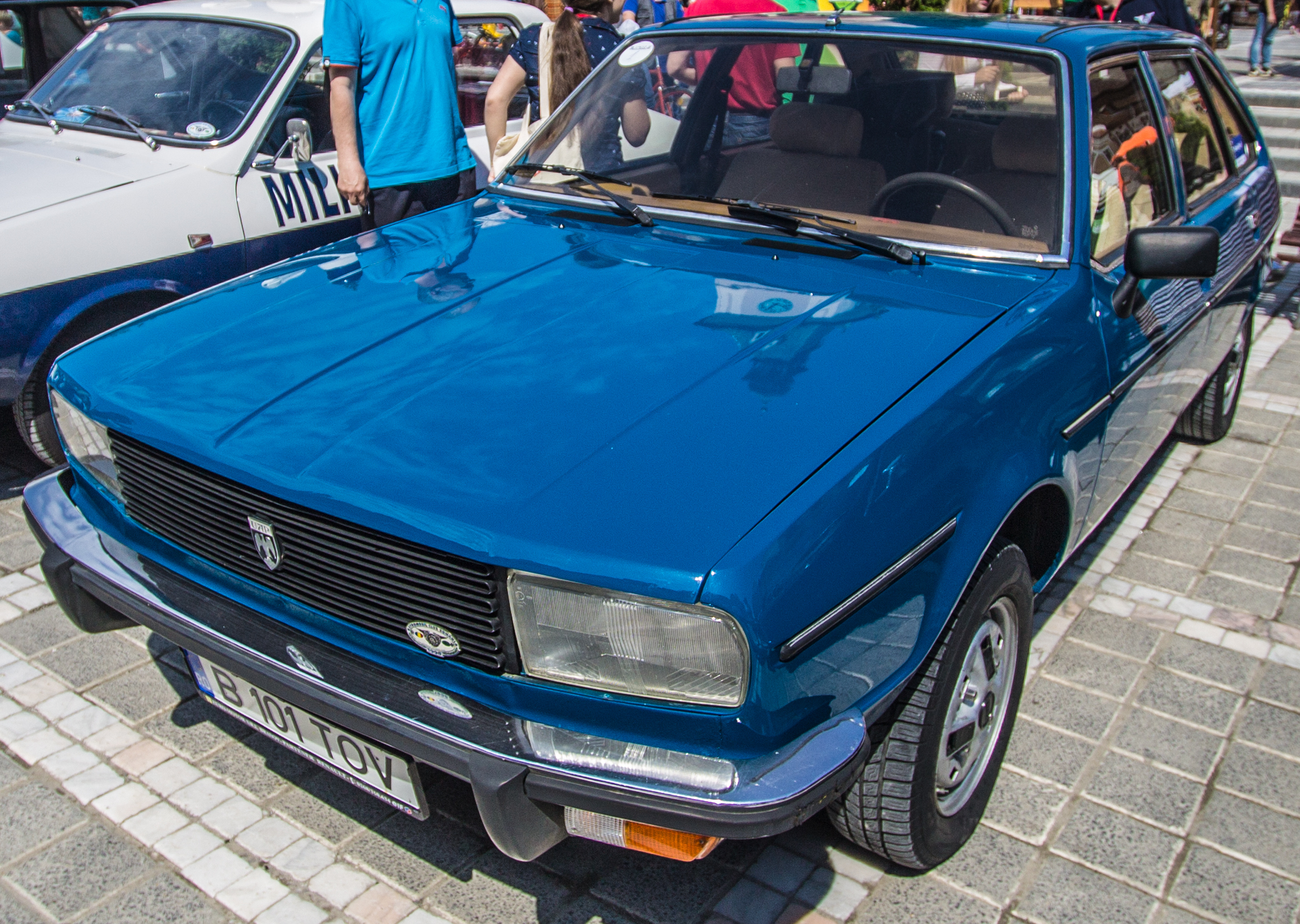
Dacia 2000 (1981)

### Au cinéma
- La Renault 20 la plus célèbre du 7ème art est celle en TS rouge modèle 1978 de Gérard Jugnot ( Bernard Morin ) dans Les Bronzés font du ski, avec la réplique culte où il la confond avec une 2e strictement identique en voulant dégivrer la serrure. [8]
- Une 20 TS grise Élysée circulant sous la neige est visible dans le film Écoute voir [9]
- Une autre en rouge Bordeaux de 1980 apparaît dans Lévy et Goliath en 1987[10]

## Caractéristiques

### Motorisations
|                            | A6M       | A2M       | 829     | J6R     | 851     | 852     | J8S Turbo |
| -------------------------- | --------- | --------- | ------- | ------- | ------- | ------- | --------- |
| Moteur                     | Cléon-Alu | Cléon-Alu | Douvrin | Douvrin | Douvrin | Douvrin | Douvrin   |
| Cylindrée (cm3)            | 1647      | 1647      | 1995    | 1995    | 2165    | 2068    | 2068      |
| Alésage (mm) × course (mm) | 79 × 84   | 79 × 84   | 88 × 82 | 88 × 82 | 88 x 89 | 86 × 89 | 86 x 89   |
| Puissance maximale (ch)    | 90        | 96        | 104     | 109     | 116     | 64      | 85        |
| au régime de (tr/min)      | 5 750     | 5 750     | 5 000   | 5 500   | 5 500   | 4 500   | 4200      |
| Couple maximal (N m)       | 131       | 133       | 164     | 169     | 181     | 127     | 178       |
| au régime de (tr/min)      | 3 500     | 3 500     | 3 250   | 3 000   | 3 000   | 2 250   | 2000      |
| Boîte de vitesses          | BVM4      | BVM4      | BVM5    | BVM4    | BVM5    | BVM5    | BVM5      |
| Vitesse maximale (km/h)    | 157       | 164       | 170     | 171     | 179     | 148     | 160       |
| Type Mines carte grise     | R1271     | R1271     | R1272   | R1277   | R1279   | R1276   | R1270     |

Légende couleur : Essence ; Diesel